# Philip Peignois
Philip Peignois, né le 9 juillet 1957 à Villerupt, est un footballeur puis entraîneur français. Il occupait le poste de milieu défensif.

## Biographie
Il joue pour le club de Saint-Dizier en Division 2. Étant policier de métier, il est sélectionné à plusieurs reprises pour l'équipe de France police.
Après une courte carrière d'entraîneur à Châlons-en-Champagne et à Vitry-le-François, il prend sa retraite en 1999, pour finalement reprendre du service au début de la saison 2009-2010 en signant un contrat d'entraîneur-éducateur au Rethel SF.

## Carrière de joueur
- 1963-1966 : école de football du CS Sedan Ardennes ( France)
- 1966-1978 : CS Sedan Ardennes (Division 2 puis 3) ( France)
- 1978-1990 : CO Saint-Dizier (de la division 4 à la division 2) ( France)
- 1990-1997 : CO Châlons-en-Champagne (entraineur-joueur en DH) ( France)

## Carrière d'entraîneur
- 1990-1997 : CO Châlons-en-Champagne (entraineur-joueur en DH) ( France)
- 1997-1999 : Vitry-le-François FC (DH) ( France)
- 2009-2010 : Rethel SF (DH) ( France)
- 2010-2012 : Reims Sainte-Anne ( France)

## Palmarès
- Champion de France de Division 4 (groupe C) en 1981 avec Saint-Dizier
- Montée en Division 2 (groupe A) au terme de la saison 1985-1986 avec Saint-Dizier[5]